# 格里戈里·沙馬科夫
格里戈里·沙馬科夫（Grigory Shamakov，2000年9月17日—），是一名俄羅斯射擊運動員，曾獲得2018年夏季青年奧林匹克運動會射擊比賽男子10米氣步槍冠軍。除此之外他也獲得了多枚世界及歐洲青年錦標賽的獎牌。

## 外部連結
- ISSF （页面存档备份，存于）